# Rudolf Kelber
Rudolf Kelber (* 1948 in Traunstein) ist ein deutscher Organist, Cembalist, Dirigent und Kirchenmusiker.

## Leben und Wirken

### Werdegang
Kelber besuchte während der Gymnasialzeit das Nürnberger Konservatorium und erhielt Unterricht in den Fächern Klavier, Orgel, Violoncello und Musiktheorie. Von 1967 bis 1974 studierte er an der Musikhochschule München Kirchenmusik (A-Examen 1971), Dirigieren und Orgel (Meisterklasse), bei u. a. Karl Richter und Franz Lehrndorfer (Orgel), Maria Landes-Hindemith und Erik Then-Bergh (Klavier) sowie Jan Koetsier und Kurt Eichhorn (Dirigieren). Nach dem Studium war er als Theaterkapellmeister in Gelsenkirchen (1974–1976) und Heidelberg (1976–1982) tätig. Parallel dazu beschäftigte er sich mit Kammermusik sowie historischer Aufführungspraxis und belegte Kurse bei Alan Curtis, Gustav Leonhardt und Nicolaus Harnoncourt.
1982 wurde Kelber in der Nachfolge von Heinz Wunderlich als Kantor und Organist an die Hamburger Hauptkirche St. Jacobi berufen und dort 1993 zum Kirchenmusikdirektor ernannt. Er initiierte die grundlegende Restaurierung der Arp-Schnitger-Orgel an St. Jacobi, die 1993 abgeschlossen wurde. 2008 wurde auf sein Betreiben auch die zweite Orgel (Kemper 1960/1968) wieder in Stand gesetzt. Kelbers Amtszeit an St. Jacobi endete 2015. Er tritt weiterhin als Organist, Cembalist und Jazzpianist auf und komponiert.
Kelber lehrte von 2003 bis 2015 an der Hochschule für Künste Bremen Orgelspiel und von 2008 bis 2015 an der Hochschule für Musik und Theater Hamburg Partienstudium.

### Wirken als Organist
In den Jahren 1985, 1994 und 2000 führte Kelber jeweils das gesamte Orgelwerk von Johann Sebastian Bach auf. Er gastierte als Orgelsolist in den USA, Japan, Israel und fast allen europäischen Ländern mit einem breiten Repertoire. Neben Werken der Alten Meistern spielt er z. B. auch Werke von Liszt, Reger und Messiaen sowie Bearbeitungen von Sinfonien oder Teilen aus Opern, Tangos und Blues. Er hat mehrfach Stummfilme improvisierend begleitet.

### Wirken als Dirigent
Kelber dirigierte neben den großen Passionen, Oratorien und Requien auch viele sinfonische Werke aus den Zeitaltern des Barock, der Klassik, der Romantik und der Moderne. Unter seiner musikalischen Leitung entstanden in Heidelberg und Hamburg szenische Aufführungen von Opern und Oratorien von Cavalieri, Monteverdi, Stradella, Purcell, Händel, Gluck und Mozart.
2005 wurde die Rockoper Jesus Christ Superstar von Andrew Lloyd Webber in St.Jacobi produziert. Für die Zeit-Stiftung dirigierte Kelber 2005 bis 2009 fünf Barockopern aus dem Repertoire der Hamburger Gänsemarktoper in konzertanten Aufführungen im Bucerius Kunst Forum.
Kelber leitete als Dirigent verschiedene Erstaufführungen. Darunter Webbers Requiem (Norddeutsche Erstaufführung 1987), das Moabiter Requiem „In Tyrannos“ von Ernst-Ulrich von Kameke (Erstaufführung 1999 in der Hamburger Hauptkirche St. Michaelis sowie in Hannover im Rahmen der Weltausstellung Expo 2000); The Apostles von Edward Elgar (Hamburgische Erstaufführung 2005) sowie La Transfiguration de notre Seigneur Jésus-Christ von Olivier Messiaen (Hamburgische und Bremer Erstaufführung 2008).

## Werke (Auswahl)

### Kompositionen
- Missa super Cantus Lennonenses McCartnesque (gemischter Chor a cappella, 2001)
- Cantata in honorem Henrici Sagittarii (Sopran, Vibraphon, gemischter Chor, 2006)
- Paul-Gerhardt-Kantate (Mezzosopran solo, Chor, Blechbläser, 2007)
- I Bambini di Sant’ Anna (gemischter Chor a cappella, 2014)
- Obersalzberg – Musiktheater über Sigmund Freud und Adolf Hitler 1929 in Berchtesgaden (2016)

### Rekonstruktionen und Kompilationen
- Arianna von Claudio Monteverdi (1997)
- Markus-Passion von Johann Sebastian Bach (1998)
- Vespro secondo von Claudio Monteverdi (1999, Kompilation)
- Glagolitische Messe von Modest Mussorgskij (2005)
- Lukas-Passion von Johann Sebastian Bach (2011, Pasticcio)

## Auszeichnungen
- 1972: Richard-Strauss-Preis der Stadt München
- 2015: Arp-Schnitger-Verdienstmedaille der Arp-Schnitger-Gesellschaft
- 2017: Biermann-Ratjen-Medaille

## Diskografie
- Europäische Orgelmusik des 17. und 18. Jahrhunderts – Arp-Schnitger-Orgel (1993)
- Johann Sebastian Bach – Arp-Schnitger-Orgel (1997)
- Nu ward veel dusend Lichter hell – Plattdeutsche Weihnachtslieder (1998)
- J. S. Bach, Markus-Passion BWV 247 in der Rekonstruktion von Rudolf Kelber (1999)
- Monteverdi: Vespro secondo (neue Zusammenstellung von Psalmen / 1999)
- Orgelimprovisationen über Themen-Skizzen von Hans Henny Jahnn (2000)
- Fremde Vögel – Missa Super Cantus Lennonenses McCartnesques für Chor a cappella, Tangos, Blues, Ragtimes für Orgel und Cembalo (2003)
- Bouris Goudenow, Oper von Johann Mattheson (Live-Mitschnitt der Uraufführung am 29. Januar 2005 im Bucerius Kunstforum)
- „Die betrogene Staats-Liebe“ oder „Die unglückselige Cleopatra“, Oper von Johann Mattheson (Live-Aufnahme Oktober 2006 im Bucerius Kunstforum)
- Gott loben, das ist unser Amt  – Kantorei St. Jacobi Hamburg 1958–2008 – Konzertmitschnitte (2008)
- Ostwärts schweift der Blick: Mussorgskij, Glagolitische Messe und Kodály, Missa brevis (2010)
- J. S. Bach, Lukas-Passion in der Rekonstruktion von Rudolf Kelber (2011)
- Norddeutsche Orgelmeister und Bach – Arp-Schnitger-Orgel (2013/2014)